# Talithia Williams
Pour les articles homonymes, voir Williams.
Talithia Williams est une statisticienne, mathématicienne et universitaire américaine, spécialiste de la structure spatio-temporelle des données. Elle est la première femme afro-américaine titulaire d'une chaire professorale au Harvey Mudd College.

## Jeunesse et formation
Talithia williams naît à Columbus en Géorgie, où elle fait ses études secondaires et poursuit ses études au Spelman College (en), une université historiquement noire, où elle obtient une licence, puis elle réalise un master en mathématiques de l'université Howard et un master en statistiques à l'université Rice. Elle prépare un doctorat en statistiques à l'université Rice.
Elle réalise ensuite une recherche postdoctorale dans le cadre du programme Edge Foundation (en),.

## Carrière et recherches
Williams a travaillé au Jet Propulsion Laboratory (JPL), à la National Security Agency (NSA) et à la NASA,. Elle est professeure titulaire de mathématiques et vice-doyenne pour la recherche et l'apprentissage expérientiel, au Harvey Mudd College,.
Elle a travaillé comme coordinatrice pour le programme d'été pour les femmes EDGE (acronyme de Enhancing Diversity in Graduate Education, améliorer la diversité dans l'enseignement supérieur), et elle siège au sein des conseils de la Mathematical Association of America (MAA) et de la Society for the Advancement of Chicanos/Hispanics and Native Americans in Science (en) (SACNAS). Williams milite pour que davantage d'afro-américains s'engagent dans l'ingénierie et la science.
Williams a apporté des contributions significatives, avec l'objectif de « redorer l'image des domaines mathématiques comme n'étant en rien sec, technique ou dominé par les hommes, mais plutôt un chemin pour une carrière logique et productive qui est crucial pour l'avenir du pays ».
Williams a développé des modèles centrés sur la compréhension de la structure spatio-temporelle de données, avec des applications environnementales.
Williams a participé une série produite par Public Broadcasting Service en six parties, intitulée NOVA Wonders en avril 2018.

### Conférence TED
Talithia Williams donne, en 2014, une conférence TED intitulée « Own Your Body's Data », dans laquelle elle étudie les connaissances acquises à partir de la collecte de données personnelles de santé.

### Power in Numbers: The Rebel Women of Mathematics
Elle publie en 2018 un ouvrage dans lequel elle retrace les biographies de 27 mathématiciennes, depuis les pionnières, telles Émilie du Châtelet, Philippa Fawcett ou Sofia Kovalevskaïa, jusqu'à la période la plus récente.

## Prix et distinctions
Talithia Williams reçoit en 2015 le prix Henry L. Alder de la Mathematical Association of America qui récompense un enseignement exemplaire en début de carrière de professeur de mathématiques. Elle est distinguée par l'Association for Women in Mathematics et la Mathematical Association of America, qui la choisissent pour donner la conférence Falconer à la MathFest 2017 à Chicago. Le titre de son intervention est « Not So Hidden Figures: Unveiling Mathematical Talent », en référence au film Les Figures de l'ombre qui évoquait la carrière de mathématiciennes afro-américaines restées dans l'ombre.

## Publications
- Power in Numbers : The Rebel Women of Mathematics, New York, Race Point Publishing, 2018, 224 p. (ISBN 1631064851)